# 時空戦記ムー
『時空戦記ムー』（じくうせんきムー）は、1991年（平成3年）9月13日にハドソンがゲームボーイ用ソフトとして発売したロールプレイングゲーム。
かつて地球上に存在したとされるムー大陸が舞台だが、ジェームズ・チャーチワードの著作にあるムー大陸とは設定が異なる。キャラクターデザインは漫画家のおちよしひこが担当。発売当時、おちが連載を持っていた雑誌『月刊コロコロコミック』に掲載された広告では、『ラグランジュポイント』（1991年）と共に、「コロコロの漫画家が関わったゲーム」として紹介されていた。

## ゲーム内容

### キャラクターメイキング
ゲームスタート時、主人公の性別と名前を決める。名前は平仮名・カタカナから4文字まで。何も入力せずに決定すると「ちょっき」という名前になる。
次に、主人公の顔を作成する。輪郭・髪型・目・鼻・口・眉の形を、用意されたパーツの中から選ぶ。パーツの組み合わせによって、主人公の初期能力値が決まる。これを「ふくわらいシステム」という。

### パーティ
ゲームを進めると、次々に仲間が増えていく。1パーティに最高4人までしか加えることはできないが、5人目が加わると新たなパーティが誕生する。仲間は最高で20人、パーティは5つまで作ることが可能。ただし、条件によっては仲間にできないキャラクターも存在する。仲間には1人1人違った職業が設定されているが、特定の条件を満たすことで「クラスチェンジ」できる者もいる。チェンジするとパラメータが大きくアップする。
町にいるパーティとは仲間の入れ替えが可能で、別の町にいる仲間と入れ替えることも可能。アイテムは、パーティごとに8つずつまで所有できる。また、預かり所を利用することでパーティ間のアイテム受け渡しも可能。装備品は武器と鎧のみ。
戦闘で経験値を集めると、レベルが上がる。レベルは個人ごとのものではなく、仲間全員共通の数値となっている。

## 設定

### ストーリー
かつて、プリナという国の王が治める「ムー大陸」と呼ばれる大陸が存在した。ある時、国王ラルス2世は、それまで国教としていたニール教を突然邪教とし、替わりにマックス教を国教とした。ニール教の人々が聖地を追われて間もなく、プリナの王妃が突然姿を消した。さらに生まれたばかりの王の子も、何者かに連れ去られた。そして改宗以後、大陸の各地に魔物が現れ始めた。人々は、追放されたニールの人々が魔物を操っていると噂した。それから16年。勢力を伸ばし続けていた魔物たちは、遂にプリナ城へと侵入した。重傷を負った王は、辺境の村「エリーベ」へと落ち延びる。

### 舞台
ほとんどの町は、人間に化けた魔物に支配されている。町を支配するボスを倒すと「人々を解放した」と表示され、その町の施設が利用可能になる。また人々のメッセージも変わり、パーティ加入を申し出る者も現れる。
ダンジョンのボスを倒すと「地域を開放した」と表示され、そのエリアのワールドマップ上の色が変わる。解放したエリアの町は、移動魔法使用時のリストに加わる。エリアによっては町のボスがエリアボスを兼ねている場合もあり、その場合は倒すだけで町とエリアの両方が解放される。

## 登場人物
カッコ内の単語は、そのキャラの職業。
主人公（少年/少女→勇士→王子/王女→メシア）
16歳。エリーベ村に住む勇士「カルル」の子だが、実は行方不明となったラルス2世の子である。イベント及びアイテム装備によってクラスチェンジできる。
能力はバランスが良く、強力な攻撃魔法・回復魔法も覚える。メシアにクラスチェンジすると、全ての味方キャラの中でも極端に高い能力を得る。ラストバトルは1人で戦うこととなる。
公式イラストでは青い鎧を着た黒髪の少年。ドット絵では少年のときは短髪の少年、少女のときは左右で髪の毛を縛っている髪型になっている
タルカス（騎士→聖騎士）
男性。元々は父のソダトと共にプリナ城を守っていた騎士。父の命により、王を連れてエリーベへと落ち延びた。当初は主人公を只の子供だと思っていたが、勇士の称号を受けたことでその実力を認め、仲間となる。
アイテムによってクラスチェンジできる。魔法は使えないが、チェンジするとHP・攻撃力・守備力は主人公に次ぐものとなる。ただし魔法防御はかなり低い。ゲームクリアには必須となるメンバーでもある。
父は生き延びており、後に再会できるが仲間にはできない。公式イラストはデフォルメされたものが説明書に掲載されている。
ハマン（ハールの弟子→魔術師）
男性。魔法の町・ウィズに住む。最後の魔術師と呼ばれる男・ハールの弟子だが、「炎の洗礼」を受けていないため、彼自身はまだ正式な魔術師ではない。師匠の薦めもあって、パーティに加わる。洗礼を受けることでクラスチェンジする。
MP・魔法防御・運の良さは全キャラの中でもトップクラスで、炎・冷気の攻撃魔法を覚えるが、回復魔法は覚えない。また素早さはかなり低い。公式イラストでは緑のローブを着た赤い長髪の男で、パッケージイラスト及びソフトのラベルにも描かれている。
ロルド（吟遊詩人）
男性。ミノンの村を救ったパーティを見て勇気を得、同行を申し出る。武器でもある「銀の竪琴」を盗賊団に盗まれている。回復及び補助魔法を覚える。
ラック（ドロボー）
男性。ミノンの村近くの洞窟を根城とする、盗賊団のボス。宿屋に泊まったパーティの武器を盗むが、魔物「クレイスワーム」に捕らえられ、助けられたことで仲間となる。
素早さと運のよさは極めて高いが、魔法は使えない。子分も1人登場するが、こちらは仲間にならない。なお、助けた後も武器は戻らない。
マノン（ジプシー）
女性。ガイラの町で登場。主人公を子供扱いするが、「導きの杖」というアイテムを持っていれば砂漠の案内役を買って出、仲間となる。杖を使うことでオアシスの村・ディザラの場所を言い当てることができる。
炎・冷気・雷・回復と、幅広い系統の魔法を覚えるが、防御力が低い。
ヒルダ（占い師）
女性。リノの町に住む。主に炎系攻撃魔法を覚える。あるダンジョンでは、占いにより正しい進み方を教えてくれる。魔法防御は高いが攻撃力・防御力・運の良さが低い。
村の子供から「お姉ちゃん」と呼ばれているので、年齢は若い模様。
ヨセフ（土工→土建屋）
男性。リノの土建屋の元で働く。イベントでクラスチェンジできるが、能力は変化しない。HPは高いが魔法は使えない。
ミハイル（僧侶→司祭）
男性。マックス教の聖地「ゴッデス」の大神殿に勤める僧侶。投獄されたパーティを助けようと仲間に加わり、以後最後まで同行する。後にマックス教が魔物の黒幕であったことが判明するが、彼はスパイとして加わったのか、それとも本心からの善意で仲間になったのかは不明である。
MPが高く、回復・治療系魔法を覚える。アイテムによってクラスチェンジする。
フレア（戦士→聖戦士）
女性。ガイラの町出身の女戦士で、故郷を救うために塔の鍵を入手すべく大神殿に侵入を図るも失敗、投獄されていた。牢から救出すると仲間になる。
魔法は使えない。能力は全体的にタルカスに若干劣るが、魔法防御では勝っている。アイテムによってクラスチェンジする。公式イラストでは赤い鎧を着た金髪の女性。パッケージイラスト及びソフトのラベルにも描かれている。
フィアナ（巫女）
女性。ディザラの村に住む。「パーティと共に行け」という啓示を受け、仲間となる。冷気魔法・即死魔法・蘇生魔法を覚える。
固有のイベントはない。
アラン（男爵）
男性。鉱山の町・マイナールに逃げ延びていたプリナの貴族。パーティが町を救ったことで逃げることをやめ、仲間となる。
強力な武具を装備可能で、HPも高いが魔法は使えず、運の良さも低い。ゲームクリアには必須のキャラである。
セレン（修道女→助祭）
女性。マイナールの教会で暮らしていた、マックス教の修道女。MPと魔法防御が高く、回復・補助魔法を覚える。アイテムによってクラスチェンジする。
ベン（工夫）
男性。マイナールの村に住む。鉱山に向かうパーティの案内役を買って出る。エリア開放に必須となるキャラ。魔法は使えず運の良さも低いが、攻撃力は高い。
ジャン（バランの弟子→鍛冶屋）
男性。ラドルの町の一流の鍛冶屋・バランの息子であり、弟子でもある。旅先で町を救ったパーティに憧れ、父の薦めもあって仲間となる。イベントでクラスチェンジする。
魔法は使えず、魔法防御は全キャラ中で最低。
ローラン（医者）
男性。医術の町・アールに住む。町長の娘が難病に侵され、何もできない自分に苦悩していた。回復・治療魔法はほぼ全て覚えることができる。運の良さが低い。
マック（山賊）
男性。元はプリナの名門貴族でありアランの知人でもあったが、今では王国に逆らう山賊のボスとなっている。しかしその実態は、魔物を操るマックス教と戦うレジスタンスのリーダーだった。
彼をパーティに加えると、岩山も移動できる。ゲームクリアに必須となるキャラ。魔法は使えない。ステータスは平均的。
リンダ（踊り子）
女性。ニモルの町に住む人気の踊り子。理由は不明だが後述のロザンナと非常に仲が悪く、彼女と同時には仲間にできない。素早さが高く雷魔法を覚えるが、MPは低い。
ロザンナ（お嬢様）
女性。ニモルの町長の娘。ロック鳥によって町の北の塔にさらわれていた。救出すると仲間にできるが、リンダと同時には仲間にできない。
強力な武具を装備できるが魔法は使えず、ステータスは全般的にかなり低い。
ポチ（犬）
ラドルの町に住むオス犬。特定の中ボスが落とすアイテム「骨」を持っていれば仲間にできる。骨は複数手に入るが、売却などで全て手放すと仲間にできなくなる。
強力な炎・冷気魔法を覚えるが、HPもMPも低い。
タマ（猫）
スーラの町に住むメス猫。アイテム「マタタビ」を持っていれば仲間にできる。
魔法防御は高いが、HPは全キャラ中最低。それ以外の能力も素早さ以外はポチに劣る。回復・防御魔法を覚える。公式イラストでは、尻尾が2本ある黒猫。パッケージイラスト及びソフトのラベルにも描かれている。

## スタッフ
- プロデューサー：ブーうえだ（上田和敏）、小崎整
- スーパーバイザー：植山幹郎
- ゲーム・デザイナー：金子良馬、野村郁朋、寺岡大介
- メイン・プログラマー：つるもく（白谷守）
- プログラマー：竹重英樹、かみちのりお
- ドット・アーティスト：ちょっきぃ、本間美雪
- 音楽：坂本慎一、わたなべひろみつ
- アシスタント：松沢運生、渡辺彰、小島卓也、鈴木規生、佐藤圭子、中村孝子、陣野忍、田中高春

## 評価
- ゲーム誌『ファミコン通信』の「クロスレビュー」では合計24点となっている[1]

- ゲーム誌『ファミリーコンピュータMagazine』の読者投票による「ゲーム通信簿」での評価は以下の通りとなっており、21.2点（満30点）となっている[2]。

| 項目 | キャラクタ | 音楽 | お買得度 | 操作性 | 熱中度 | オリジナリティ | 総合 |
| 得点 | 3.8        | 3.4  | 3.2      | 3.6    | 3.6    | 3.7            | 21.2 |